# Up All Night (álbum de Razorlight)
Up All Night  es el álbum debut de la banda inglesa Razorlight, liderada por Johnny Borrell (ex The Libertines). Fue lanzado el 28 de junio de 2004. El álbum fue grabado principalmente en Sawmills Studio y mezclado en Sphere Studios por John Cornfield.
En las listas confeccionadas a fin de año por la prestigiosa revista NME Up All Night llegoó hasta el octavo puesto, en la revista Q obtuvieron el quinto puesto. Los sencillos del álbum fueron "Rock ‘N’ Roll Lies", "Rip It Up", "Stumble and Fall", "Golden Touch", "Vive" y por último "Somewhere Else" para la edición especial del álbum.

## Lista de canciones[2]
1. "Leave Me Alone" - 3:50
2. "Rock 'N' Roll Lies" - 3:08
3. "Vice" - 3:14
4. "Up All Night" - 4:03
5. "Which Way Is Out" - 3:18
6. "Rip It Up" - 2:25
7. "Don't Go Back To Dalston" - 2:59
8. "Golden Touch" - 3:25
9. "Stumble And Fall" - 3:02
10. "Get It And Go" - 3:22
11. "In The City" - 4:50
12. "To The Sea" - 5:31
13. "Fall, Fall, Fall..." - 2:42
14. "Somewhere Else (En la Edición Especial 2005)"-3:16

## Posicionamiento en Listas
| Lista 2004                          | Máxima posición |
| ----------------------------------- | --------------- |
| Irlanda (IRMA)                      | 22              |
| Reino Unido (Official Albums Chart) | 3               |